# Peptidoglykan

stavba peptidoglykanu

Peptidoglykan, také známý jako murein, je polysacharid, který je základní složkou buněčné stěny bakterií.

## Struktura
Skládá se ze dvou za sebou se řadících aminosacharidů, a to N-acetylglukosaminu (NAG) a kyseliny acetylmuramové (NAM nebo MurNAc), které jsou spojeny beta-1,4 glykosidickými vazbami. Na COOH- skupině k. acetylmuramové je navázaný oligopeptidový řetězec ze 3-5 aminokyselin. Tyto „řetízky“ jsou navzájem spojené a vytvářejí síť.
Podle uspořádání buněčné stěny rozeznáváme bakterie grampozitivní (G+) a gramnegativní (G-). Grampozitivní bakterie mají vně plazmatické membrány silnou vrstvu peptidoglykanu (20-80 nm), gramnegativní bakterie mají tenkou vrstvu peptidoglykanu (7-8 nm), která je ještě překrytá druhou plazmatickou membránou. U G+ tvoří peptidoglykan až 90 % buněčné stěny, u G- kolem 10 %.

## Modifikace
Celkově je známo přes 100 různých peptidoglykanů. Jejich celková struktura je sice podobná napříč bakteriálními druhy, ale diverzita je způsobená přítomností různých modifikací. Ty zahrnují např. modifikace délky polysacharidů, modifikace struktury cukerných jednotek (NAG a NAM), rozdílnosti ve způsobu jejich provázání, nebo substituce (nahrazení) aminokyselin v peptidovém řetězci (zejména na třetí pozici tripletu). Cílem těchto modifikací je pozměnit vlastnosti buněčné stěny, která hraje významnou roli v patogenezi.

## Degradace a přenos do hostitelských buněk
Peptidoglykany mohou být degradovány mnoha enzymy (jako jsou lysozym, nebo některé endopeptidázy), což vede k produkci jeho fragmentů (muropeptidů), které stimulují imunitní systém hostitele. Takovými imunologicky významnými fragmenty jsou např. MDP (muramyl dipeptid), NAG (N-acetylglukosamin) nebo iE-DAP (kyselina γ-d-glutamyl-meso-diaminopimelická).
Peptidoglykan ze střevních bakterií (jak patogenních, tak i těch komenzálních) přirozeně prochází přes střevní bariéru. Mechanismy, kterými mohou peptidoglykan a jeho fragmenty vstupovat do hostitelských buněk, mohou být přímé nebo nepřímé (závislé na přenašečích), a mohou být primárně zprostředkované bakterií (sekreční systémy, membránové váčky) nebo hostitelskou buňkou (peptidové přenašeče, receptorem zprostředkovaná endocytóza). Bakteriální sekreční systémy jsou proteinové komplexy sloužící k přenosu virulentních faktorů přes membránu a buněčnou stěnu do vnějšího prostředí. Intracelulární patogenní bakterie se dostávají do hostitelské buňky, což může vést k tvorbě fagolysozomů a/nebo k autofagii; nebo může být bakterie pohlcena fagocytem (jako jsou třeba makrofágy, monocyty nebo neutrofily). Fagozom obsahující bakterii poté může splynout s lysozomem, což vede k degradaci jeho obsahu a tedy i tvorbě peptidoglykanových fragmentů.

## Receptory peptidoglykanů
Přirozený imunitní systém vnímá peptidoglykan a jeho fragmenty pomocí mnoha receptorů, tzv. PRR (pattern-recognition receptor), které jsou sekretované, cytoplasmatické, nebo povrchové (membránové).

### PGLYRP
PGLYRP (z anglického "peptidoglycan recognition proteins"), jsou receptory specializované na rozeznávání peptidoglykanů. Vyskytují se u živočichů od hmyzu až po savce (nicméně většina jejich výzkumu byla provedena na mouše, myši a člověku). Savci produkují 4 typy rozpustných PGLYRP (označují se PGLYRP-1, 2, 3 a 4), které rozeznávají muramyl pentapeptid nebo tetrapeptid. Mimo žlábek, který váže peptidoglykanové fragmenty, se na ně může vázat (a tedy mohou rozpoznávat) i jiné molekuly, jako např. bakteriální lipopolysacharid (LPS). Po rozeznání peptidoglykanu PGLYRP aktivují polyfenol oxidázu, Toll nebo IMD signalizační dráhy. To potom vede k produkci antimikrobiálních peptidů (AMP).
Každý ze čtyř savčích PGLYRP je exprimován na jiném spektru buněk. PGLYRP-1 se nachází především v granulích neutrofilů a eosinofilů. PGLYRP-3 a 4 jsou exprimovány buňkami mnoha tkání a orgánů, jako je například kůže, potní žlázy, oči nebo výstelka trávicího traktu. PGLYRP-1, 3 a 4 tvoří homodimery nebo heterodimery a mají baktericidní vlastnosti. Jejich vazba na peptidoglykany bakteriální buněčné stěny může indukovat smrt bakteriální buňky, interakcí s mnoha jejími proteiny regulujícími transkripci.
PGLYRP-2 je primárně tvořen v játrech a je uvolňován do krevního oběhu. Jeho exprese však může být indukována i v kožních keratinocytech nebo v epiteliálních buňkách ústní dutiny a střeva. Na rozdíl od ostatních savčích typů PGLYRP nemá PGLYRP-2 přímé baktericidní vlastnosti, ale štěpí vazbu mezi MurNAc a první aminokyselinou peptidu. Funkcí PGLYRP-2 by mohla být prevence příliš silné aktivace imunitního systému a tím způsobeného poškození tkání v reakci na ligandy receptoru NOD2 (viz níže), neboť po rozštěpení zmíněné vazby nemůže být muropeptid rozeznán receptorem NOD2. V poslední době se množí důkazy o tom, že PGLYRP hrají velkou roli v toleranci komenzálních bakterií buňkami střevního epitelu. Bylo také prokázáno, že změny v expresi PGLYRP-2 a 4 mohou vést ke změnám složení střevní mikrobioty.
Nedávno bylo objeveno, že PGLYRP (stejně jako níže zmíněné NOD-like receptory, nebo peptidoglykanové přenašeče) jsou silně exprimované i ve vyvíjejícím se mozku myší. PGLYRP-2 je exprimován na neuronech několika částí mozku, což napovídá možnému přímému vlivu peptidoglykanů na neurony. PGLYRP-2 je přítomný i na neuronech v kůře mozečku u malých dětí, ale u dospělých již ne. Naopak PGLYRP-1 je exprimován v mozku i u dospělých.

### NOD-like receptory (NLR)
Pravděpodobně nejznámějšími receptory peptidoglykanů jsou NOD-like receptory (NLRs), zejména NOD1 a NOD2. Receptor NOD1 je aktivován po vazbě iE-DAP, zatímco NOD2 váže MDP. Aktivace receptorů vede k self-oligomerizaci, která vede k aktivaci dvou signálních kaskád. Jedna z nich aktivuje NF-kB, druhá vede k MAPK signalizační kaskádě. Aktivace těchto kaskád indukuje produkci prozánětlivých cytokinů a chemokinů.
NOD1 je exprimován různými typy buněk včetně fagocytů, epiteliálních buněk a neuronů. NOD2 je přítomný na monocytech, makrofázích, buňkách střevního epitelu, dendritických buňkách, osteoblastech, keratinocytech a dalších typech buněk. Jelikož NOD1 a NOD2 se nachází v cytoplasmě, detekují přítomnost bakterií uvnitř buňky nebo přítomnost peptidoglykanových fragmentů, které byly transportovány do buňky přes membránu.
Nedávno bylo objeveno, že peptidoglykan aktivuje také receptor NLRP3 (což vede k tvorbě inflamazomu) a pravděpodobně i NLRP1 (jeho ligandem může být MDP).

### Lektiny typu C (CLR)
Lektiny typu C jsou receptory přirozené imunity, které vážou různé sacharidy, včetně sacharidové kostry peptidoglykanu. Mezi CLR vážící peptidoglykan patří MBL (mannose binding lectin), fikoliny nebo Reg3A (regeneration gene family protein 3A). U savců zahajují lektinovou dráhu komplementové kaskády.

### Toll-like receptory (TLR)
Role TLR v přímém rozeznávání peptidoglykanů je kontroverzní. Podle některých studií může být TLR2 aktivován peptidoglykanem, ale podle jiných zdrojů může být tato aktivace způsobena lipoproteiny nebo jinými složkami bakteriální buněčné stěny, které se často při přípravě čistého peptidoglykanu nepodaří zcela odstranit. Rozdíly ve výsledcích různých studií mohou být podpořeny i variabilitou peptidoglykanové struktury mezi jednotlivými druhy bakterií.

## Použití jako vakcína nebo adjuvant
Peptidoglykan je imunologicky aktivní, takže může stimulovat imunitní buňky ke zvýšení exprese cytokinů a může zesílit antigen-specifickou odpověď. MDP se dříve používal jako aktivní součást Freundovo adjuvant. Peptidoglykan z bakterie Staphylococcus aureus byl použit k přípravě vakcíny, jejíž použití u myší způsobilo přežití později vyvolané nákazy, přestože se jednalo o míru nákazy, která je pro nevakcinované myši letální.

## Antibiotika
Na peptidoglykan účinkují i beta-laktamová antibiotika, jako je penicilin. Ta proto nepoškozují eukaryotické buňky člověka, ty totiž peptidoglykan vůbec nemají.